# Erica atherstonei
Erica atherstonei är en ljungväxtart som beskrevs av Friedrich Ludwig Diels, Guthrie och Bolus. Erica atherstonei ingår i släktet klockljungssläktet, och familjen ljungväxter. Inga underarter finns listade i Catalogue of Life.